# 이민호 (1900년)
이민호(李敏浩, 일본식 이름: 芳湖敏浩요시코 빈코, 1900년 5월 22일 ~ ?)는 일제강점기의 경찰이다.

## 생애
1921년 조선총독부 충청북도 충주공립보통학교 부훈도(副訓導)를 지냈으며 1922년 조선총독부 충청북도 용원공립보통학교 부훈도를 지냈다. 충청북도 경찰부 영동경찰서 경부보(1927년 ~ 1933년)와 충청북도 경찰부 충주경찰서 경부(1934년 ~ 1935년), 충청북도 경찰부 경무과 경부(1936년 ~ 1937년), 충청북도 경찰부 청주경찰서 경부(1938년 ~ 1941년)로 근무했다. 충청북도 경찰부 경무과 경부로 재직 중이던 1937년 중일 전쟁이 일어나자 일반인에 대한 동원소집 업무와 군수품 공출 업무, 전시 방공에 관한 업무 달성에 주력하는 한편 시국 관련 각종 강연회와 좌담회를 개최하여 국방사상 보급과 일본의 침략 전쟁에 적극 협력했다.
1940년 4월 29일 중일 전쟁에 대한 공로를 인정받아 일본 정부의 지나 사변 공적 조서에서 공로(功勞)에 상신되었으며 1942년 7월 8일 일본 정부로부터 훈8등 서보장을 받았다. 충청북도 경시(1942년 12월 26일 ~ 12월 28일)와 충청북도 청주읍회 의원(1943년 5월)을 역임했다. 
광복 이후인 1949년 3월 24일 반민족행위특별조사위원회에 체포되어 조사를 받았으며, 같은 해 7월 특별재판부로부터 징역 1년, 집행유예 5년을 선고받았다.
민족문제연구소의 친일인명사전 수록자 명단의 경찰 부문과 친일반민족행위진상규명위원회가 발표한 친일반민족행위 705인 명단에 포함되었다.

## 참고자료
- 친일반민족행위진상규명위원회 (2009). 〈이민호〉. 《친일반민족행위진상규명 보고서 Ⅳ-12》. 서울. 708~712쪽.